# Kunstgeschichtliche Städtebücher
Kunstgeschichtliche Städtebücher war der Titel einer vom E. A. Seemann-Verlag in Leipzig herausgegebenen Schriftenreihe.

## Geschichte und Zielsetzung
1959 veröffentlichte der Seemann-Verlag ein kleines Taschenbuch über Görlitz, das den Auftakt einer neuen Buchreihe bilden sollte. Aufgabe dieser Reihe war es, „die Kunstgeschichte einzelner Städte der DDR sowie von Touristenzielen zu beschreiben.“  In den 1960er Jahren wurden auch Bände über Budapest und einzelne Städte der Sowjetunion veröffentlicht. Nach Angaben des Verlages sollte in den Büchern „ein lebendiges Bild der Entstehungsgeschichte des Ortes und seiner künstlerischen Äußerung vermittelt werden in Zusammenhang mit der allgemeinen kunsthistorischen Entwicklung und im Rahmen der jeweiligen gesellschaftlichen Verhältnisse. Sowohl die gesamte Stadtanlage, die Bauwerke, Parks, Bildhauerwerke, aber auch bedeutende Kunstwerke in Museen und Kirchen“ sollten dabei Berücksichtigung finden. Ein „besonderes Augenmerk“ wurde „auch den bereits ausgeführten und geplanten Bauunternehmungen im Sinne einer sozialistischen Neugestaltung und einer hygienisch, technisch  und verkehrsmäßig verbesserten Weiterentwicklung des Siedlungswesens geschenkt.“
Zunächst noch namenlos, erhielt die Reihe erst mit dem Erscheinen eines Bandes über die Stadt Tangermünde im Jahre 1965 den Titel Kunstgeschichtliche Städtebücher, der von nun an auf dem Vorsatztitel auftauchte. Sie knüpfte inhaltlich an die früher vom selben Verlag edierte Reihe Berühmte Kunststätten an, deren letzte Ausgabe über Hanau 1951 erschienen war. Mit einem Band über die Stadt Dresden wurden die Kunstgeschichtlichen Städtebücher, die zum Teil in mehreren Auflagen erschienen waren, 1991 eingestellt. Anschließend versuchte der Verlag, die Berühmten Kunststätten wiederzubeleben, was aber nicht gelang. Es kamen lediglich drei Bände (über Schwerin, Weimar und Güstrow) heraus, von denen der über die Stadt Schwerin lediglich eine Neuauflage des bereits in der Reihe der Kunstgeschichtlichen Städtebücher erschienenen Buches war.

## Gestaltung und Aufbau der Bände
Die Ausgaben verfügten als Reisebegleiter über ein handliches Taschenbuchformat und waren mit zahlreichen Schwarzweißabbildungen und Grundrissen versehen. Die zumeist von Kunsthistorikern verfassten und nach Stilepochen gegliederten Texte wurden durch ein ausführliches Literaturverzeichnis ergänzt. Anfangs mit einem flexiblen farbigen Kunststoffeinband ausgestattet, wurden später kartonierte Einbände üblich, die in der Regel einen Schutzumschlag verfügten.

## Erschienene Ausgaben
- Altenburg von Ernst Walter Huth (1. Auflage 1981)
- Bautzen von Friedrich Reichel (1961)
- Budapest von Lázló Gerö (1966)
- Dresden von Heinz Quinger (1991)
- Görlitz von Ernst-Heinz Lemper (1. Auflage 1959, 2. Auflage 1965, 3. Auflage 1972, 4. Auflage 1980, 5. Auflage 1987)
- Halberstadt von Horst Scholke (1. Auflage 1974, 2. Auflage 1977, 3. Auflage 1982)
- Halle an der Saale von Hans-Joachim Mrusek (1961, 1964, 1976)
- Leipzig von Wolfgang Hocquél (1. Auflage 1983, 2. Auflage 1985, 3. Auflage 1990)
- Leningrad von Gerhard Hallmann (1967, 1975, 1978)
- Magdeburg von Hans-Joachim Mrusek (1959, 2. Auflage 1966)
- Meißen von Arndt Reichel (1964)
- Merseburg von Hans-Joachim Mrusek (1962)
- Mühlhausen von Gerhard Günther und Winfried Korf (1986, 2. Auflage 1989)
- Parke und Gärten der DDR von Hermann Schüttauf (1. Auflage 1969, 2. Auflage 1973)
- Rheinsberg von Hans-Günter Kupsch (1960)
- Rostock von Walter Ohle (1970)
- Schwerin von Walter Ohle und Horst Ende (1984, 2. Auflage 1988)
- Schwerin-Ludwigslust von Walter Ohle (1960)
- Stendal von Hannelore Sachs (1967)
- Stralsund von Heinrich Trost (1. Auflage 1973, 2. Auflage 1979)
- Tangermünde von Heinrich Trost (1965)
- Wladimir, Bogoljubowo, Susdal, Jurjew-Polskoi von Nikolai Nikolajewitsch Woronin (1962)